# Erasmus Seidel

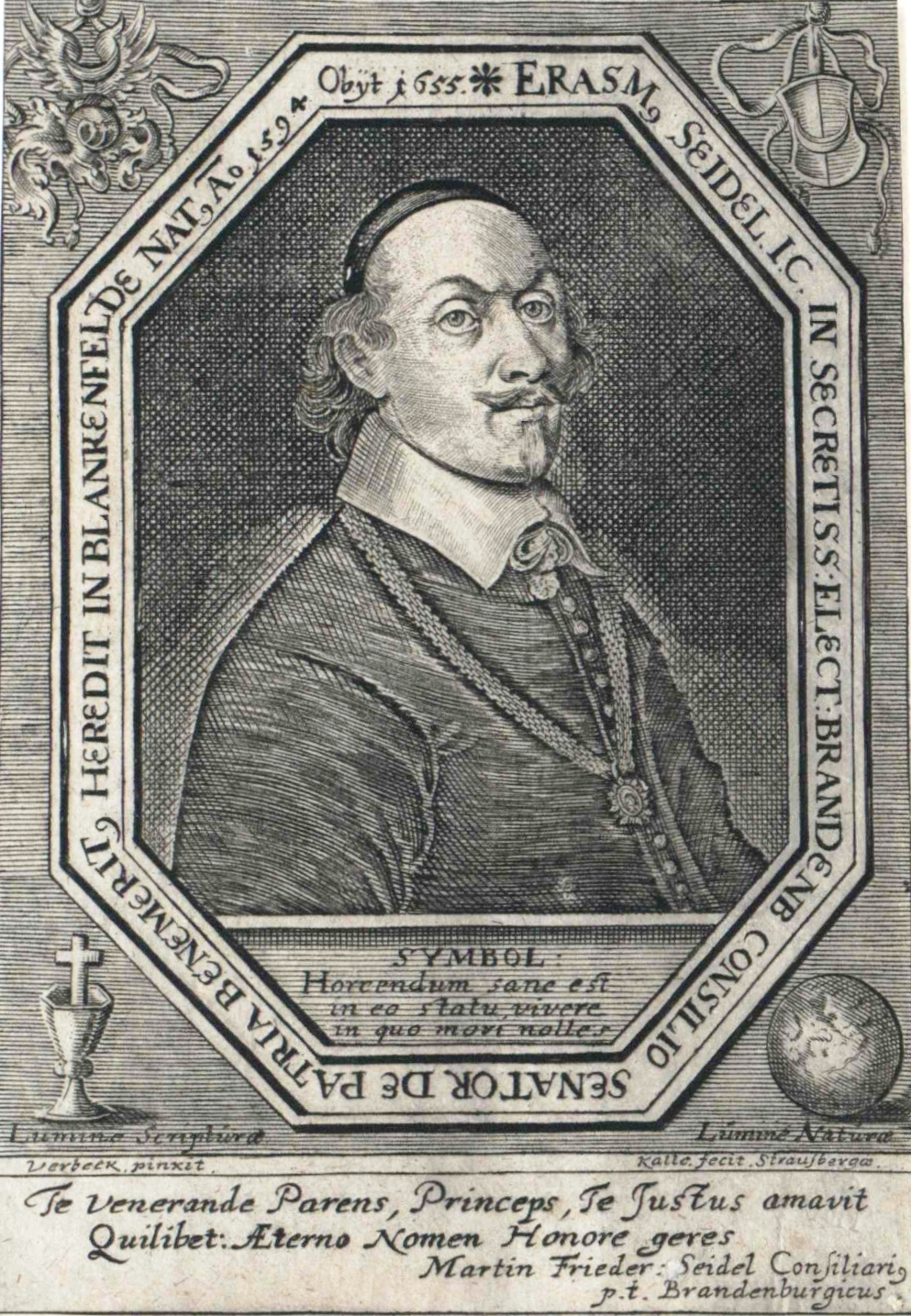
Erasmus Seidel nach der Bilder-Sammlung von Martin Friedrich Seidel

Erasmus Seidel (* 29. November 1594 in Treuenbrietzen; † 30. März 1655 in Berlin) war ein deutscher Jurist und Staatsmann in brandenburgischen Diensten.

## Leben
Erasmus war der jüngste von sechs Söhnen des Treuenbrietzener Bürgermeisters Friederich von Seidel (1554–1599) und dessen Ehefrau Dorothea Thamm.
Er besuchte die Schulen in Zerbst und das Joachimsthalsche Gymnasium und studierte ab 1616 Jura in Wittenberg. Fünf Jahre später ging er nach Berlin als juristischer Berater. 1628 bis 1629 war er Oberbürgermeister von Berlin. 1636 bestellte ihn Kurfürst Georg Wilhelm zum Hof-Kammergerichtsrat und Kriegsrat, 1638 zum Geheimen Staatsrat. 1655 verfasste er für den Kurfürsten eine grundlegende Schrift zum Jülicher Erbfolgestreit. An diesem langwierigen Thema hatte er bereits 1638 zusammen mit dem späteren Schwiegervater seines Sohnes Martin Friedrich, dem Vizekanzler Andreas von Kohl, gearbeitet.
Er wurde in seinem Erbbegräbnis in der Berliner Nikolaikirche beigesetzt. Zu seinem Gedächtnis wurde dort ein Monument aus rotem Marmor mit Bildnis und Wappen angebracht.
Erasmus Seidel war verheiratet mit Magdalena Pasche, einer Tochter des Bürgermeisters Martin Pasche, eines Vetters der Magdalena von Brandenburg, Gräfin zu Arneburg (* 1558). Diese, zuerst mit einem Grafen von Eberstein verlobt, wurde schließlich an den Hofrenteisekretär Andreas Kohl († 1605) verheiratet und verstarb 1610 kinderlos. In ihrem Testament bedachte Magdalena Kohl, geb. von Brandenburg, vor allem die Familie Pasche, die Familie ihrer Tante mütterlicherseits. Dabei verzichtete sie auf das von ihrem Ehemann hinterlassene Vermögen zugunsten von desser Familie, der Familie Kohl. Der älteste Sohn Martin Friedrich (1621–1693) war einer der frühesten Historiker Brandenburgs und mit einer Tochter des Vizekanzlers Andreas von Kohl verheiratet.